# Allium sochense
Allium sochense — вид трав'янистих рослин родини амарилісові (Amaryllidaceae), ендемік Киргизстану.

## Опис
Цибулини яйцеподібно-округлі, 6–12 мм завширшки, з чорнуватими оболонками. Стеблина завдовжки 20–35 см, діаметром ≈ 2.5 мм, циліндрична, прямостійна або зігнута, гладка. Листків 1(2), вузьколінійні, косо прямостійні, верхня частина звисає донизу, завдовжки 10–15 см, шириною 1–2.5 мм, ймовірно, тьмяно-зелені. Суцвіття зрештою напівкулясте, малоквіткове. Квітки вузько дзвінчасті; листочки оцвітини завдовжки 8–10(11) мм, рожево-фіолетові з більш темною серединною жилкою. Пиляки ≈ 1.5 мм завдовжки, жовті, яйцюваті.

## Поширення
Ендемік Киргизстану.